# Prefere Melamines
Prefere Melamines ist ein Chemieunternehmen mit Sitz in Frankfurt-Fechenheim. Das Unternehmen ist eine Tochter der Prefere Resins, die wiederum von Silverfleet Capital gehalten wird.
Das Unternehmen stellt an zwei Produktionsstandorten in Fechenheim und in Springfield MA/USA Melaminharze her.

## Geschichte
In den 1940er Jahren begannen die beiden Unternehmen Cassella (in Frankfurt) und Monsanto (in Springfield/USA) mit der Produktion von Kunstharzen aus Formaldehyd, Melamin und Harnstoff.
1995 verschmolz die Hoechst AG ihre Tochtergesellschaft Cassella auf die Muttergesellschaft und lagerte sein verzweigtes Kunstharzgeschäft, den damaligen Geschäftsbereich G, als Vianova Resins GmbH aus. Das Melaminharzgeschäft mit den Produktionsstandorten Fechenheim und Springfield wurde 1998 von einem Investmentbankkonsortium aus Deutsche Bank und Morgan Grenfell Equity Partners, 2000 von Solutia, 2002 von UCB (Union Chimique Belge) und 2005 vom INEOS-Konzern als neu gegründete INEOS Melamines GmbH erworben. Zuletzt wurde der Unternehmensbereich im Juli 2019 gemeinsam mit dem Schwesterunternehmen Prefere Paraform von der Prefere Resins Group übernommen und in der Folge in Prefere Melamines umbenannt.

## Produkte
Das Unternehmen stellt Harze zur Weiterverarbeitung her. Aus diesen Harzen werden u. a. Lacke, Beschichtungen für Laminatböden,
wasserfeste Beschichtungen für Papier und Vernetzer für Kautschuke hergestellt.

## Zertifizierung
Prefere Melamines hat ein Qualitäts- und Umweltmanagementsystem nach DIN ISO EN 9001 und 14001, zertifiziert durch den TÜV Austria.